# Becoming (Yolanda Adams)
Becoming è l'undicesimo album in studio della cantante gospel Yolanda Adams, pubblicato nel maggio 2011 per l'etichetta N House Music Group.

| Recensione | Giudizio |
| ---------- | -------- |
| AllMusic   |          |

## Tracce
1. Golden – 3:54
2. Rejoice – 3:57
3. Be Still – 4:11
4. Just When – 3:16
5. Not Giving Up – 4:40
6. Living Proof – 3:33
7. Time – 3:23
8. You Can (Taylor's Song) – 4:05
9. What Would You Do – 2:59
10. Overwhelmed – 3:24
11. Gotta Tell Ya – 2:45

Durata totale: 40:07